# 대구효신초등학교
대구효신초등학교는 대한민국 대구광역시 동구 신천동에 있는 초등학교다.

## 역사
- 1977-07-31 대구효신국민학교 설립 인가
- 1979-03-01 대구효목·신천국교에서 분리
- 1979-03-01 대구효신국민학교 개교
- 1985-06-26 대구시교위 지정 음악교육 시범학교 운영 보고
- 1993-12-06 학교급식소 개소, 급식 실시
- 1994-11-10 시교육청 지정학교 선진화 시범학교 운영 보고
- 1998-10-23 시교육청 지정 열린교육 시범학교 운영 보고
- 2000-03-01 대구교육대학교 대용부속초등학교 지정(3년간)
- 2009-03-01 학급 23, 특수 1, 유치원1
- 2009-03-01 제14대 교장 윤상윤 부임
- 2010-02-11 제30회 졸업(졸업생 총 9,324명)
- 2010-03-01 학급22, 특수1, 유치원1
- 2010-03-01 제15대 교장 김부기 부임
- 2011-02-16 제31회 졸업(졸업생 총 9,423명)
- 2011-03-02 학급 22, 특수 1, 유치원 1
- 2012-02-16 제32회 졸업(졸업생 총 9,537명)
- 2012-03-02 학급 20, 특수 1, 유치원 1
- 2013-02-15 제33회 99명 졸업(졸업생 총 9,636명)
- 2013-03-01 학급 19, 특수1, 유치원 2 편성
- 2013-09-01 제16대 교장 안일란 부임
- 2014-02-14 제34회 91명 졸업(졸업생 총 수 9,727명)
- 2014-03-01 학급18, 특수1, 유치원2 편성
- 2015-02-13 제35회 62명 졸업(졸업생 총 9,789명)
- 2015-02-13 도서관 이전 개관
- 2015-03-01 일반학급18, 특수학급1, 유치원2 편성